# 西宇和農業協同組合
西宇和農業協同組合（にしうわのうぎょうきょうどうくみあい）は、愛媛県八幡浜市に本所を置く農業協同組合である。

## 概要
管内は山がちで平地が少ないことから、中心産品は温州みかんを主とする柑橘類である。温州みかんは西宇和みかん、日の丸みかん、真穴みかん、川上みかんなどのブランド名で首都圏を中心として全国に出荷されている。
旧農協を単位とする共同選果場ごとのブランド力が高いことから、選果場単位でブランド化して出荷・通信販売を行っている（下記のとおり選果場ごとにウェブサイトを運営している）。

## 沿革
- 1993年 - 愛媛県八西地区（八幡浜市、西宇和郡5町）の13JAが統合しJAにしうわが誕生。
- 2001年 - JAにしうわ会館（本店）竣工。

## 管内地域
- 愛媛県八幡浜市
- 愛媛県西宇和郡伊方町
- 愛媛県西予市（三瓶町地区）

## 管内主要生産物

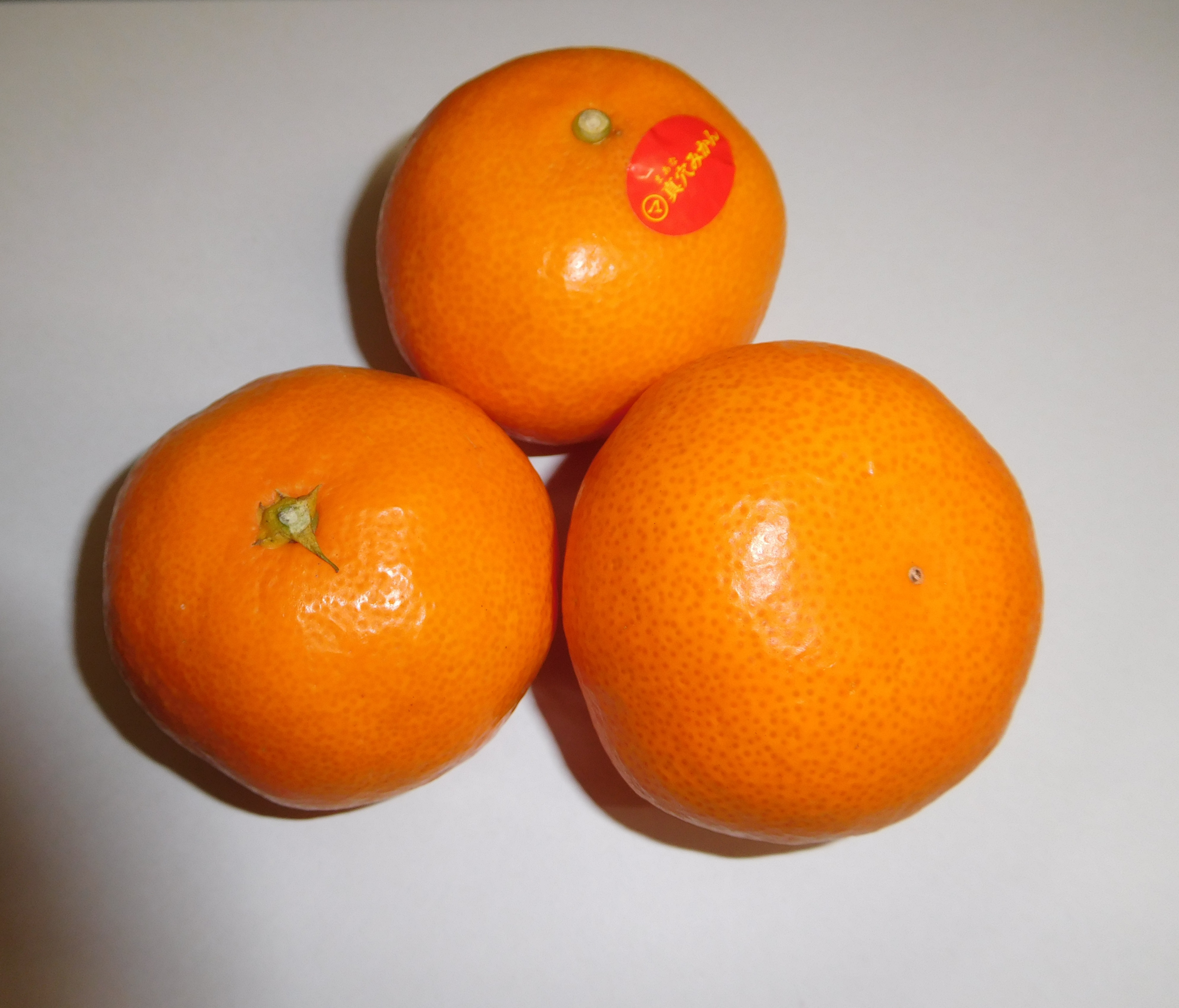
真穴みかん

- 温州みかん
- いよかん
- 不知火
- 清見

## 子会社
- 株式会社ジェイエイにしうわ
- 株式会社丸八農協青果市場

## 広告

### CM
- 西宇和みかん『究極のバランス篇』、『甘さのために篇』、『引き締まるほどに篇』（2021年12月17日 - ）[3]